# Adriana Lecouvreur
Adriana Lecouvreur és una òpera verista amb música de Francesco Cilea i llibret d'Arturo Colautti, basat en l'obra teatral, Adrienne Lecouvreur, d'Eugène Scribe i Ernest Legouvé. Va ser estrenada en el Teatre Líric de Milà, el 6 de novembre de 1902. A Catalunya es va estrenar al Gran Teatre del Liceu el 7 de maig de 1903. L'escola verista o Giovane Scuola, a la qual pertany aquesta òpera, destaca per la seva voluntat de realisme, iniciada amb l'estrena el 1890 de Cavalleria rusticana de Mascagni. L'obra és el relat de l'atzarosa vida d'una actriu de la Comédie Française, un relat inspirat en un personatge històric real.

## Origen i context

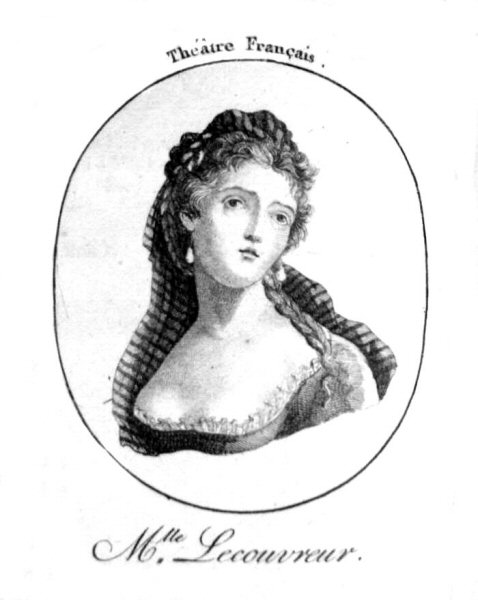
Adrienne Lecouvreur, actriu francesa en la qual es basa l'òpera

L'òpera es basa en la vida de l'actriu francesa Adrienne Lecouvreur, que va néixer en una família humil i va esdevenir l'estrella principal del teatre més prestigiós de França, la Comédie Française, fou una intèrpret de renom d'obres de Racine i de Corneille, amant del príncep Maurici de Saxònia, i musa dels principals il·lustrats de l'època. Es va distingir en l'escena per una naturalesa meravellosa, per contrast amb la pompositat que imperava a França. Entre els seus admiradors i amics hi havia Voltaire, que li va dedicar versos plens de tendresa que exaltaven la bellesa, la gràcia i les virtuts de l'actriu. Sembla que hauria mort emmetzinada, segons es creia a l'època, per la seva rival en amors, la princesa de Bouillon.
Després de la seva mort, la història d'Adrianne va inspirar obres teatrals, òperes i pel·lícules. Una de les més famoses va ser Adrienne Lecouvreur, un drama d'Ernest Legouvé i Eugène Scribe, l'inventor del "drama ben-fet". La peça no és completament fidel a la història, ja que mostra que la mort prematura d'Adrienne va ser causada per enverinament. Aquesta peça va ser estrenada a París, el 1849.

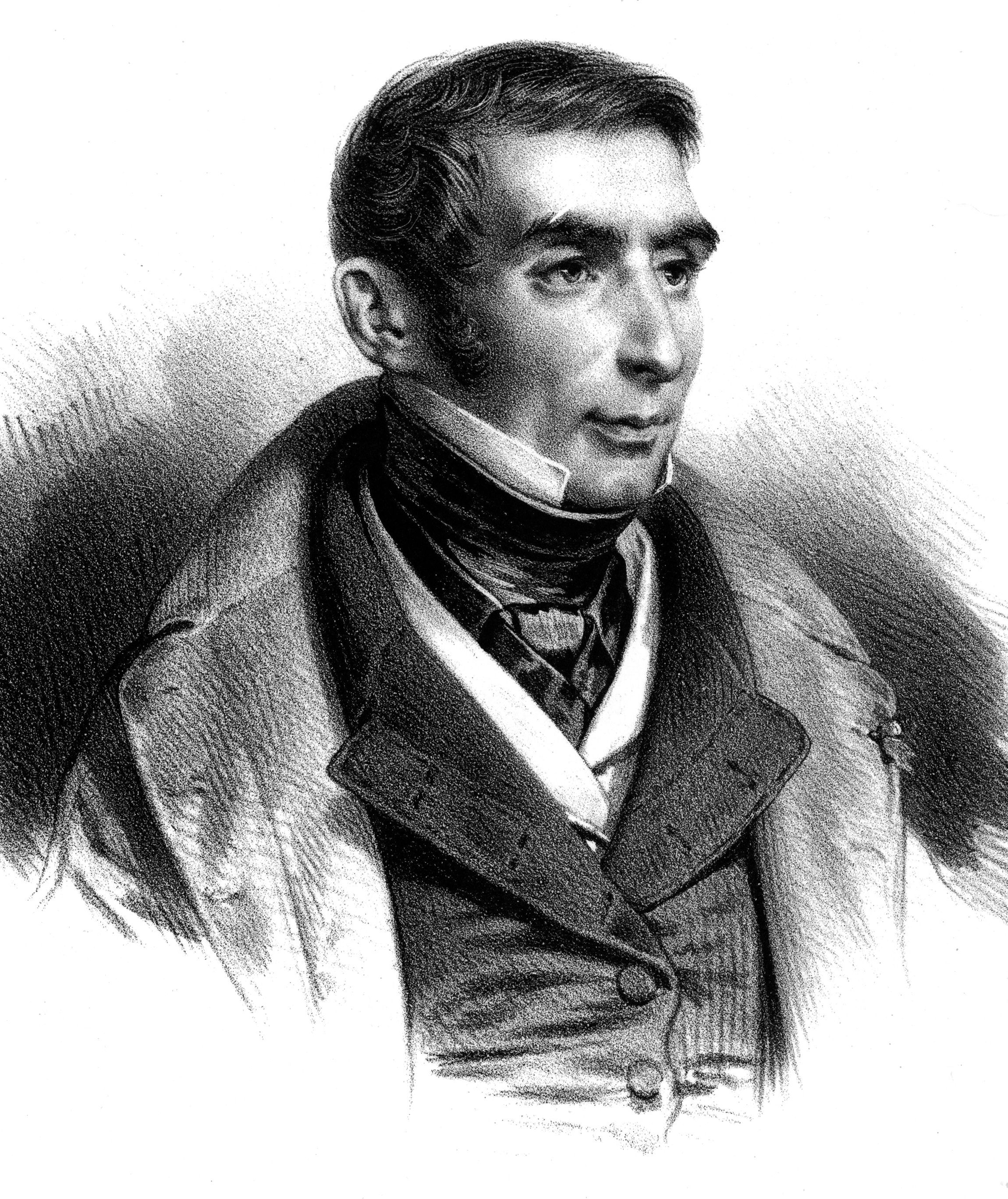
Eugène Scribe, autor de l'obra de teatre homònima en què es basa l'òpera

El text d'Eugène Scribe va ser utilitzada en almenys unes altres tres òperes, les quals s'han perdut.
Francesco Cilea va arribar a estrenar cinc òperes, de les quals només Adriana Lecouvreur continua sent representada actualment. Cilea va dedicar a la composició d’aquesta obra vint-i-un mesos, dedicant moltes hores del dia i de la nit i alternant la seva dedicació a la composició amb la docència. Part d’aquests mesos els va passar a Florència i a Fiesole on es va retirar per completar l’orquestració de la partitura. Cilea va utilitzar el recurs del leitmotiv. L’opera es una història d’amor amb final tràgic, situada en l’ambient artificiós propi de l’aristrocràcia francesa del segle xviii. S'ha dit que inicialment, aquesta història podria haver tingut un caràcter massa directe o fins i tot violent, una condició que s'hauria alleugerit amb el temps.

## Representacions
El 6 de novembre de 1902, Adriana Lecouvreur es va estrenar al Teatre Líric de Milà. Les actuacions d'Angelica Pandolfini, Enrico Caruso i Giuseppe de Luca en els papers principals van ser un afegit a l'èxit de l'estrena. Més tard, l'òpera va fer una gira per Europa, fent-serepresentacions per tota Itàlia, al Covent Garden de Londres al Teatre San Carlo de Nàpols i més tard a París. L'òpera també es va representar a Buenos Aires.

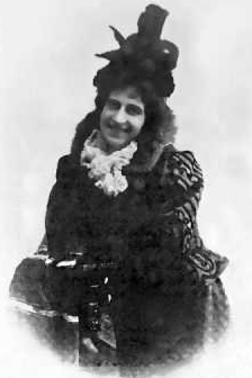
Angelica Pandolfini, primera Adriana

Per alguns embolics amb l'editor Sonzogno, l'òpera es va estrenar al Teatre Líric de Milà. Quan es va estrenar es va fer amb una orquestració amb pocs efectius. Posteriorment, el 1930, quan es va estrenar a Teatro San Carlo, Cilea en va revisar la versió original, en va tallar alguns fragments i hi utilitzà una plantilla orquestral més completa.

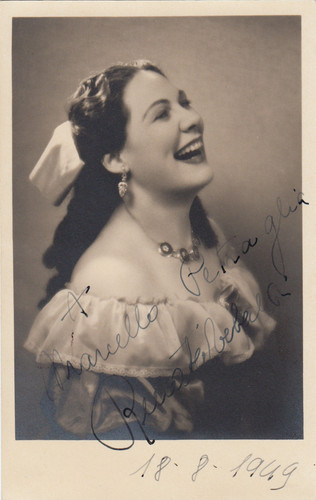
Renata Tebaldi, una de les impulsores del ressorgiment de l'òpera

En els seus inicis, l'òpera no va tenir una acollida suficient per crear escola, però cap al decenni del 1940 va començar a ressorgir de la mà, sobretot, de les grans intèrprets com Mafalda Favero, Mercè Capsir i sobretot Renata Tebaldi, que va imposar aquesta òpera al Metropolitan de Nova York contra el desig de l'empresari.
Una de les raons fonamentals per les quals aquesta ha estat una òpera molt estimada, sobretot entre les grans cantants, és la temàtica. El fet de poder interpretar a l'escenari una gran actriu de la Comédie Française ha estat un caramel molt llaminer per a totes aquelles cantants amb grans dots interpretatius. A més, la protagonista disposa d'algunes de les escenes més cèlebres del gènere: n'és un exemple el famós monòleg de Fedra del tercer acte, en què la cantant pot demostrar els seus dots interpretatius. També cal destacar la necessitat de tenir veus importants. Els quatre rols principals reclamen veus amb la maduresa suficient per afrontar-los.
El paper protagonista ha estat sempre favorit de les sopranos amb un problemàtic registre agut, atès que es desenvolupa en una tessitura relativament baixa. Es tracta d'un paper absolutament dramàtic -especialment en les escenes recitades i en l'escena de la mort- que proporciona un vast camp de lluïment per a una cantant amb personalitat i temperament. Altres sopranos que han destacat en el paper d'Adriana són Magda Olivero, Marcella Pobbe, Montserrat Caballé, Daniela Dessì, Raina Kabaivanska, Renata Scotto i Mirella Freni.
Existeix un enregistrament històric del duet de l'últim acte No, più nobile, realitzat el desembre de 1902 per la Gramophone and Typewriter Company (G&T) a Milà, amb Francesco Cilea acompanyant Enrico Caruso.
L'enregistrament de Decca Records, de 1990, conté la partitura completa restaurada amb els fragments que el mateix Cilea va tallar, i que fan l'argument un poc més comprensible. Aquest enregistrament és protagonitzat per Joan Sutherland en el paper d'Adriana i amb el seu marit, Richard Bonynge en la direcció.

## Argument
París, març de 1730.

### Acte I
Entre bastidors, a la Comédie-Française

Preparant la interpretació, la companyia es troba atrafegada i circula al voltant del director d'escena, Michonnet. S'hi troba també el príncep de Bouillon, amant de l'actriu Duclos, en companyia del seu amic, l'abat Chazeil. Adriana fa la seua aparició recitant. Afalagada, canta Io son l'umile ancella ("Sóc la humil serventa de l'esperit creatiu"). El príncep s'assabenta que la Duclos està escrivint una carta i, com té certes sospites, decideix interceptar-la. Quan Michonnet i Adriana queden sols, aquest vol expressar l'amor que sent per ella, però Adriana, que desconeix els sentiments de Michonnet, li confessa que té un amant -un soldat al servei del Comte de Saxònia. Michonnet queda decebut. Fa la seua aparició Maurizio, que en realitat és el mateix comte, i declara el seu amor a Adriana, La dolcissima effigie. Ell no vol desvelar-li la seua identitat i li diu que necessita protectors. Adriana li diu que intentarà parlar amb el comte. Queden en retrobar-se després de la interpretació. Adriana li dona unes violetes perquè ell les pose en la seua solapa. El príncep i l'abat retornen. Han aconseguit la carta de la Duclos, en la qual demana una cita amb Maurizio, a la nit, prop de la vil·la del príncep. En realitat la cita no és per a ella, sinó per a la princesa de Bouillon, antiga amant i aliada política de Maurizio, amb la qual aquest està disposat a trencar perquè s'ha enamorat d'Adriana. El príncep decideix organitzar una festa per a la companyia a la vil·la per tal de deixar la parella en evidència, pensant que la cita és amb la seua amant, quan en veritat és amb la seua muller. Deixa que la carta arribe a Maurizio, i aquest cancel·la la seua cita amb Adriana. Adriana rep la notícia en l'escenari i decideix acudir a la festa del príncep.

### Acte II
Una vil·la prop del Sena

La princesa de Bouillon, i no l'actriu Duclos, espera a Maurizio. Encara l'estima, Acerba voluttà, dolce tortura. Ell entra i ella veu les violetes. Qui li les ha donades? Ell li les lliura com a present, per evitar suspicàcies. Maurizio li està agraït pel seu suport polític però reconeix que ja no l'estima. Ella sospita que Maurizio té una nova amant, però ell refusa confessar-se. El príncep i l'abat arriben, i la princesa s'amaga. Maurizio s'adona que pensen que ell es troba amb la Duclos. Adriana entra i s'assabenta de la vertadera identitat de Maurizio. Ell li diu que ha vingut per a mantenir una entrevista de caràcter polític. Li confessa que cal fer el que calga per aconseguir la fugida de la dona que està amagada, i finalment Adriana accepta ajudar-hi. Durant l'intermezzo que segueix, la casa queda a fosques, i Adriana li diu a la princesa que pot escapolir-se. Tanmateix, ambdues dones mostren les seues suspicàcies l'una envers l'altra, i la fugida està a punt d'acabar en una baralla entre elles, però finalment la princesa fuig. No han pogut reconèixer-se l'una a l'altra a causa de la foscor. Després, Michonnet troba un braçalet que li ha caigut a la princesa, i li'l dona a Adriana.

### Acte III
L'Hôtel de Bouillon

Maurizio té problemes amb la justícia a causa dels seus deutes. La princesa està desesperada per assabentar-se de la identitat de la seua rival. El príncep, químic afeccionat, ha portat a casa un poderós verí que el govern li ha encomanat analitzar. Michonnet i Adriana arriben per a una recepció. La princesa creu reconèixer la veu d'Adriana. Menteix, dient que Maurizio ha mort en un duel, i Adriana defalleix. Poc després fa la seua aparició Maurizio; en veure'l sa i estalvi, Adriana es mostra extàtica. Ell canta sobre les seues proeses de guerra, Il russo Mencikoff. S'interpreta un ballet: el Judici de Paris. La certesa de la princesa i d'Adriana que es troben davant de la rival va creixent. Adriana s'adona que el braçalet trobat pertany a la princesa. Michonnet suggereix que Adriana recite una escena d'Ariadna abandonada, però el príncep s'estima més una escena de Fedra, de Racine. Adriana tria un fragment que pot ser interpretat com un atac a la immoralitat de la princesa. Aquesta entén l'atac i determina venjar-se'n.

### Acte IV
Una habitació de la casa d'Adriana

Michonnet està esperant. Adriana delira d'angoixa i de gelosia. Arriben els membres de la companyia de teatre a visitar-la, portant-li diversos regals per a la seua onomàstica i intenten persuadir-la que retorne al teatre. Michonnet ha recuperat un collar de diamants que prèviament Adriana havia emperonyat per a ajudar a Maurizio amb els seus deutes. Arriba una caixa amb una nota de Maurizio. Adriana llegeix la nota i de sobte se sent malament. Obri la caixa i treu el ramellet de violetes, ara seques, que un dia li va regalar a Maurizio. Ho interpreta com un senyal que Maurizio vol trencar amb ella. Besa les flors, Poveri fiori, i les llança al foc. Apareix Maurizio. Vol casar-se amb ella. S'abracen, però aviat Maurizio s'adona que ella està tremolant. Li diu que ell no li ha tramès les flors. Ella comença a desvariejar. Michonnet i Maurizio s'adonen que ha estat enverinada amb un poderós verí, inhalat de les flors. Per un moment recupera la raó, Ecco la luce, i mor.

## Enregistraments

### Àudios
| Any  | Elenc (Adriana, Maurizio, Principessa, Michonett)                        | Director             | Segell        |
| ---- | ------------------------------------------------------------------------ | -------------------- | ------------- |
| 1950 | Mafalda Favero, Nicola Filacuridi, Elena Nicolai, Luigi Borgonovo        | Federico Del Cupolo  | VAI           |
| 1951 | Carla Gavazzi, Giacinto Prandelli, Miti Truccato Pace, Saturno Meletti   | Alfredo Simonetto    | Fonit Cetra   |
| 1959 | Magda Olivero, Franco Corelli, Giulietta Simionato, Ettore Bastianini    | Mario Rossi          | Opera D'Oro   |
| 1961 | Renata Tebaldi, Mario Del Monaco, Giulietta Simionato, Giulio Fioravanti | Franco Capuana       | Decca Records |
| 1975 | Montserrat Caballé, Plácido Domingo, Janet Coster, Orazio Mori           | Gianfranco Masini    | Opera D'Oro   |
| 1977 | Renata Scotto, Placido Domingo, Elena Obraztsova, Sherrill Milnes        | James Levine         | Sony          |
| 1977 | Renata Scotto, Giacomo Aragall, Elena Obraztsova, Giuseppe Taddei        | Gianandrea Gavazzeni | Myto Records  |
| 1988 | Joan Sutherland, Carlo Bergonzi, Cleopatra Ciurca, Leo Nucci             | Richard Bonynge      | Decca         |

### Vídeo
| Any  | Elenc (Adriana, Maurizio, Principessa, Michonett)                      | Director               | Segell    |
| ---- | ---------------------------------------------------------------------- | ---------------------- | --------- |
| 1976 | Montserrat Caballé, Josep Carreras, Fiorenza Cossotto, Attilio D'Orazi | Gianfranco Masini      | VAI       |
| 1989 | Mirella Freni, Peter Dvorský, Fiorenza Cossotto, Alessandro Cassis     | Gianandrea Gavazzeni   | Opus Arte |
|      | Joan Sutherland, Anston Austin, Heather Begg, John Shaw                | Richard Bonynge        | Opus Arte |
| 2000 | Daniela Dessì, Sergej Larin, Olga Borodina, Carlo Guelfi               | Roberto Rizzi Brignoli | TDK       |
| 2010 | Micaela Carosi, Marcelo Álvarez, Marianne Cornetti, Alfonso Antoniozzi | Renato Palumbo         | Dynamic   |
| 2012 | Angela Gheorghiu, Jonas Kaufmann, Olga Borodina, Alessandro Corbelli   | Mark Elder             | Decca     |